# Виго ди Кадоре
Виго ди Кадоре (итал. Vigo di Cadore) је насеље у Италији у округу Белуно, региону Венето.
Према процени из 2011. у насељу је живело 288 становника. Насеље се налази на надморској висини од 939 м.

## Становништво
| 1931. | 1936. | 1951. | 1961. | 1971. | 1981. | 1991. | 2001. | 2011. |
| ----- | ----- | ----- | ----- | ----- | ----- | ----- | ----- | ----- |
| 1.914 | 1.861 | 1.940 | 1.815 | 1.767 | 1.766 | 1.709 | 1.650 | 1.499 |